# Казавчин
Казавчи́н — село на Побужжі, в Гайворонській громаді Голованівського району Кіровоградської області України. Казавчин розкинувся на правому березі річки Південний Буг. На території села знаходиться ландшафтний заказник «Казавчинські скелі», які є частиною гранітно-степового Побужжя. Перша писемна згадка датується 1617  роком. Казавчин (Kozazin) зображений на картах 1648 р. Гійома Левассер де Боплана. З історичних джерел відомо, що 1674 р. в Казавчині перебував Іван Сірко.

## Походження назви
Про пходження назви Казавчин існують різні думки. Дехто вважає, що назва складається із двох слів «Казав + чин», або козачий чин, козачий вчинок. З упевненістю можна сказати лише те, що в 1674 році уже існувало село Козавчин і на його землях, як мінімум, був козацький зимівник. Підтвердження знаходимо в книзі «Історії Запорізьких козаків» Д. Яворницького: «… до власної грамоти Самойлович додав листа Сірка, писаного липня 6 дня 1674 року „с войск над Бугом из под Козавчина“…» Саме із села Казавчин нашого району, де і донині є так званий Козачий яр, як спадок від нашого славного козацтва. На думку місцевих краєзнавців, назва с. Казавчин має козацьке походження.

## Герб
Щит понижено перетятий червоним і зеленим. У першій частині лазурова вищерблена база, завершена сріблом. У другій частині срібна булава та золотий плуг, покладені в косий хрест. Поверх усього лазурове перекинуте вкорочене вістря, обтяжене Святим Архангелом Михайлом, із золотим німбом, із срібними крилами, у срібному одязі та пурпуровому плащі, що тримає в правій руці золотий полум'яний меч із срібною рукояткою, а в лівій круглий срібний щит із золотим хрестом. По краях вістря два золоті списи з лазуровими прапорцями.

## Пам'ятки природи та архітектури
Казавчинські скелі — ландшафтний заказник місцевого значення в Україні.
Кодола [Архівовано 21 серпня 2018 у Wayback Machine.] — переправа між селами Казавчин та Салькове у вигляді металевої лодки на товстому стальному канаті, протягнутому між двома берегами. Служить водним транспортом для жителів двох сіл. Облаштована за часів функціонування Сальківського цукрового заводу. Адже велика частина робітників проживали в с. Казавчин. Значення слова «Кодола»- дуже грубий і міцний мотузок; линва, канат.
Козачий Яр — природно-заповідна територія.

## Історія

### Кам'яна доба (X— поч. ІІІ тис. до н.е.)
В період 1930—2013 рр.. на території села були проведені архелогічні дослідження. Об'єктами вивчення були поселення доби неоліту — ранньої залізної доби, зафіксовані вченими археологами та місцевими краєзнавцями. Результати досліджень показали, що в 5-6 тис. років тому, у період неоліту на території Казавчина існували поселення Трипільська культура. В свою чергу були виявлені та введені в науковий обіг нові археологічні об'єкти.
До найновіших даних з археологічних пам'яток Середнього Побужжя були віднесені:
- поселення Козачий Яр — 1 розташоване за 7 км на південний — схід від с. Казавчин на високій надпойменній терасі (до 30 м над водою). З північної сторони поселення обмежене крутим правим берегом р. Південний Буг, зі східної — крутими схилами урочища Козачий Яр. Частково зруйноване внаслідок незаконних розкопок та сільськогосподарських робіт. На поверхні відслідковуються залишки будівель, а на розораній площі — уламки кераміки. Під час дослідження були виявлені оригінальні глиняні кружки, які мали, ймовірно ритуальне призначення. Кремнієві вироби трапляються рідко. Дуже часто зустрічається кремнієва галька. На поселені знайдені також крем'яні наконечники стріл та глиняне прясельце.
- поселення Козачий Яр — 2, виявлене О. Пересунчаком (місцевим краєзнавцем) в 2009 р. Розташоване на високому плато. З півночі обмежене високим берегом Південного Бугу, із заходу — схилами Козачого Яру. Пам'ятка майже повністю зруйнована гранітним кар'єром. На поверхні — шари обпаленої глини, уламки кераміки, вироби із кременю. Дослідник висловлює припущення, що Козачий Яр — 2 є частиною поселення Козачий Яр-1.
- поселення Довгий Яр розташоване за 1,5 км на південь від с. Казавчин на високому надзаплавному плато правого берега р. Південний Буг, виявлене О.Пересунчаком в 1998 р. Пам'ятка обмежена з однієї сторони крутим берегом річки та схила- ми яру. Площа майже вся задернована. Розкопки не проводилися. На поверхні зібрані уламки кераміки, знайдено два наконечника стріл у формі вербового листка.

### Козацька доба
Згадку про Казавчин також можна знайти в польських документах першої половини XVII ст. А в 1674 році знаменитий запорізький отаман Іван Сірко пише листа до московського царя «із-под Козавчина над Бугом». Очевидно, військо Сірка стояло у глибокому урочищі на правому березі Бугу, пізніше назване місцевими жителями «Козачий Яр».
Тут же, навпроти Козачого Яру, є брід, через який, можливо, преправлялося козацьке військо. Підтвердженням цього є знахідка у річці наконечника списа та залізного налокітника. В Заваллівському краєзнавчому музеї нині експонується наконечник татарського списа доби Козаччини, знайдений також в цьому урочищі. Характерно, що навпроти Козачого Яру на лівому березі річки простягається інший яр, прозваний Вовчим. Як розповідали місцеві жителі, тут колись знаходили золоті монети та стародавню зброю. Чому яр назвали Вовчим? Припускають, що пов'язана вона з іншим прізвиськом Сірка — вовк. Адже в давнину вовків називали «сірками». Якщо рухатися вверх вздовж яру, то можна вийти до групи курганів періоду бронзи. Як відомо, на деяких з них козаки будували знамениті вежі-фігури, з яких повідомляли про наближення татарської орди. Якщо врахувати, що один із таких курганів є найвищою точкою заваллівських ландшафтів і до недавнього часу тут знаходили монети та гарматні ядра, то можна припустити, що саме в цій місцині був розташований козацький сторожовий пост. Примітно, що і поле між Завалям та Сальковим досі жителі називають Козацьким. За деякими свідченнями ці землі були потім подаровані імператрицею Катериною II козаку Остапчуку.

### Гайдамаччина
16 липня 1771 р. в Корсуні були допитані 49 підозрюваних у Гайдамаччині, серед них уродженці Казавчина Гнат Мартиненко та Грицько Вдовиченко.

### XIX століття
За адміністративно територіальним поділом в період 1846—1917 рр. Казавчин входив до Піщанської волості (Балтський повіт).

### XX століття
В 1917 році село входить до складу Української Народної Республіки.
Внаслідок поразки Перших визвольних змагань село надовго окуповане більшовицькими загарбниками.
18 — 19 січня 1920 року у Казавчині під час Зимового походу зупинявся на ночівлю Кінний полк Чорних Запорожців Армії УНР. Тут він відсвяткував Водохрещу.

### Новітній період
1 грудня 1991 року жителі Казавчина взяли участь у Всеукраїнському референдумі, щодо проголошення незалежності України та виборів першого президента.

## Демографія
Динаміка чисельності населення с. Казавчин 1617—дотепер.
| Рік  | Кількість жителів | Кількість господарств | Кількість наймитів | Кількість коморників | Росіяни | Євреї |
| 1617 | -                 | 3 дими                | -                  | -                    | -       | -     |
| 1643 | -                 | 6 димів               | -                  | -                    | -       | -     |
| 1766 | 416               | 71                    | 26                 | 36                   | -       | -     |
| 1864 | 1373              | 168                   | -                  | -                    | -       | -     |
| 1875 | 1412              | -                     | -                  | -                    | -       | -     |
| 1885 | 1350              | 225                   | -                  | -                    | -       | -     |
| 1893 | 2244              | 448                   | -                  | -                    | -       | -     |
| 1901 | 1939              | -                     | -                  | -                    | -       | -     |
| 1926 | 2691              | 670                   | -                  | -                    | 9       | 2     |
| 2001 | 1136              | -                     | -                  | -                    | -       | -     |

## Населення
Згідно з переписом УРСР 1989 року чисельність наявного населення села становила 1305 осіб, з яких 549 чоловіків та 756 жінок.
За переписом населення України 2001 року в селі мешкало 1136 осіб.

### Мова
Розподіл населення за рідною мовою за даними перепису 2001 року:
| Мова       | Відсоток |
| ---------- | -------- |
| українська | 97,18 %  |
| російська  | 1,67 %   |
| молдовська | 0,70 %   |
| болгарська | 0,18 %   |
| білоруська | 0,09 %   |

## Голодомор
Село постраждало внаслідок геноциду українського народу, проведеного окупаційним урядом СССР 1932—1933 та 1946–1947 роках.

### Свідчення про голодомор

###### Андрієвська Анастасія Іванівна, 1922р.н.
Народилася в селі Казавчин Гайворонського району, Одеська (зараз Кіровоградська) область. Сім'я 8 чоловік (6 дітей). забрали корову, вигнали з хати, за батьком ганялися, відірвали стелю, думали, що там хліб захований, шпичками все покололи. Їли сухий жом, макуху, буряки мерзлі збирали, збирали колоски. Видирали ті торбинки з колосками. Був страшний неврожай, а що вродило — те забрали. Був уповноважений — Чумак, розбив двері, виганяв з хати. Батько ховався від висилки. Для того щоб вижити, мати все продала, вимінювала в євреїв. Виміняла тернову хустку на миску гречки. Гречка була не облуплена — у всіх боліли животи. Забрали корову і телицю — прив'язали біля сільради, а ми з братом украли. Телицю вночі продали, а гроші пішли на хліб. А корову потім знову забрали.

###### Запорожець Фросина Юхимівна, 1924р.н.
Батьки жили середньо, тримали коня, корову, овець. Батько зразу побоювався іти в колгосп, а тоді вже пішов. Я пам'ятаю, як кіньми їхали, то і я ще їхала на возі. Я була ще малесенька, то мене брали на коліна, давали батіг, то я поганяла ті коні. Поле було у нас далеченько. Помню, шо мама віддавала мене у ясла. Я у ясла ходила. Були у мене брати лиш по батьковій лінії, там було 2 брати і сестра. А по мамі одна я. Та й ті були багато старші, той вже жонатий, а при мені, то вже і цей менший женився. У старшої сестри троє дітей померло у голодовку. 1932 чи 1933 року. Тако, шоб дуже, то у нас голодовка не така була, у нас сім'ї великої не було. Той був жонатий, сестра Сєня була замужем, а середній брат був у армії, а я була сама у батьків. Сєня пішла на діти: два хлопці було і її один, то всі троє померли. То вже після тих вона мала цих двоє. Голод був, бо забірали всьо. Я шось не помню, шоб у нас забірали. Ходили, а чи забірали… Може, хто і ховав, бо за сім'ю думали. У нас була клубніка на городі, тато посадив при долині, то це нас клубніка виручила. То як весна, клубніка достигає, а містечко недалеко, то вони у кошики — і в містечко на базар. Євреї її купляли. Продадуть да шось куплять до хати. А то тато ходили у радгосп на роботу. Не знаю, чи вони ходили, чи їх гонили. То вони там не з'їдять, а мені шось принесуть. Бо там їм давали їсти, десь по 200 грам хліба. З буракового насіння хліб пекли. У нас Буг, то шукали молюски і їли. Рибу ловили і сиру їли, іноді помирали. У нас Левада Попова є, то там квіти такі, шо цибулька внизу, то виривали люди і їли оце. У кого сім'я велика була, то ходили, збирали і їли. Голова колгоспу Ямковий виділив мущин таких посильніше, і викопали братську могилу. Тут у центрі є кладовище, то недалеко від воріт це могила. Викопали яму і звозили з усього села людей. Це Олька Кернаська була удома. Каже: «Заходь і дивись». Зайшов і каже: «Вона ще жива, вона ще дихає». — «Бери. Не вмерла сьогодні, то умре завтра. Завтра я підводи не дам». — «Ну як? Вона ж ще жива». — «Винось, я тобі сказав». Він виніс, кинули у яму, але не закривали земльою. Кинули у яму, а рано чи од холоду, чи од чого вона ожила, а чоловік ішов із зміни, то витягнув її, і скілька днів вона у них була. А у неї десь хлопчик був Міша. То вона тоді дякувала і хоронила того Ямкового, то гарних матюків йому дала: «Це ж ти мене хотів живу поховати та й пішов раньше мене». Саня усьо проміняла, усьо проїла і не вижила. Було ж вбрання. Які не були незжитки, то усьо проміняли. Хреста поставили у цьому році, на Проводи. Там є написано: «Жертвам голодомору і голоду 1947-го року». Братська могила з цеї сторони від воріт, а хреста поставили з теї сторони.

## Історія школи села Казавчин
Першу школу в селі Казавчин відкрили переселенці в шістдесятих роках XIX століття. До 1910 року школа була в приміщенні, яке потім в селі стали називати «вища» школа. Навчали дітей священик та писар сільської управи Аніконов Леонтій Михайлович.
В приміщенні, яке в селі називали «нижча» школа, до січня тисяча дев'ятсот двадцятого року проживав священик з попадею та двома дочками. Комуністи села на чолі з Літвіненком Олексієм та «активісти» села виселили сім'ю священика і відкрили в його будинку клуб. Згодом, коли клубом стало краще приміщення — новий великий будинок Безносюка Купріяна, будинок священика став школою «нижчою» тому, що тут навчались учні перших — четвертих класів і по відношенню до «вищої» школи «нижча» була внизу, над самим яром, дбайливо обсадженим сім'єю священика розкішним виноградником, який переходив у Попову леваду.
Рибалківський Антон Семенович та Рибалківська Федора Михайлівна з 1922 року навчали казавчинських дітей, вели разом з комсомольцями та учнями третього класу велику роботу по ліквідації неписемності серед дорослого населення села. Неписьменними на той час були вісімдесят процентів жителів Казавчина. На початку 1932 року в початковій школі був створений перший піонерський загін. Першовожатою цього загону була Бржицька Наталія Григорівна.
Педколектив школи. І ряд — Гуйван В. В., Гуйван П. Г., Панченко М. С. II ряд — Костюк Н. В., Горбатюк Л. В., Семенець, Панченко М. С. II ряд — Костюк Н. В., Горбатюк Л. В., Семенець Н. О., Гончарук Т. О., Бондар Ірина Власівна. Вона організувала допомогу колгоспу по очистці кукурудзи, по знищенню шкідників озимої пшениці. Школярі збирали в лісі жолуді, брали активну участь в підготовці і проведенні знаменних дат. На учнівські концерти збирались майже всі жителі села Н. О., Гончарук Т. О., Бондар І. В. організувала допомогу рідному колгоспу по очистці кукурудзи, по знищенню шкідників озимої пшениці. Піонери збирали в лісі жолуді, брали активну участь в підготовці і проведенні знаменних дат. На учнівські концерти збирались майже всі жителі села.
В тисяча дев'ятсот п'ятдесятому році була призначена старшою піонервожатою Левкова Рімма Семенівна. В цей час учні збирали насіння дикорослих дерев для посадки лісосмуг. Учні зібрали 85 кілограмів насіння жовтої акації, 5 кг насіння липи. Учні, що добре навчались, допомагали відстаючим. Всі учні школи активно збирали чорний та кольоровий метали. В березні провели огляд художньої самодіяльності. Учні школи добре підготували новорічний ранок для жовтенят і новорічний карнавал для старшокласників.
В 1951—1952 навчальному році — велика увага приділялась підвищенню якості навчання. Вся трудова діяльність учнів була підпорядкована змаганню за кращий шкільний колектив по збору чорних і кольорових металів.
Учні Казавчинської школи активно включились в обласний конкурс. Ними було зібрано 4000 кг чорного і 70 кг кольорового металобрухту.
Щорічно велика увага приділялась роботі на навчально-дослідних ділянках. Учні школи брали участь в районних зльотах юннатів, готували виставки сільськогосподарських культур, вирощених їх руками.
В 1952—1953 навчальному році особливо добре трудились юннати: Попов Олексій, Семенюк Петро, Манзюк Валентина, Карпенко Ніна, Сторожук Галина. Отримали від дирекції щиру подяку. В цьому ж році в школу піонери Бандурівської школи принесли естафету. В цей день відбувся концерт, який був підготовлений спільними силами казавчинських і бандурівських піонерів.
На кінець тисяча дев'ятсот п'ятдесят другого року на роботу старшою піонервожатою була призначена Шапошнік Фріда Йосипівна. Головою Ради дружини був Левицький Володимир.
В 1964 році на районному огляді піонерських дружинних стінгазет «Піонерський ліхтарик» учнів Казавчинської середньої школи зайняв друге місце і редакція газети була нагороджена цінним подарунком. Надовго запам'ятався всім присутнім вечір «Чи знаєш ти своє село?», на який були запрошені завідувачка Казавчинського ФАПу Мельник Марія Аксентіївна і почесний колгоспник Паламарчуж Сава Максимович.
Однією з головних подій в житті піонерів в 1967 році був Всесоюзний огляд піонерських дружин «Сяйте, Ленінські зорі». Піонери дружини ім. Сергія Тюленіна активно включились в цей відповідальний огляд. Вони здійснили похід в Бандурівський ліс, де базувались партизани під час Великої Вітчизняної війни. Цікавим був диспут «Яким ти хочеш бачити себе в двадцять років?» Багатим було Свято урожаю. На нього було запрошено передових колгоспниць Запорожець Л. Я. та Іващук П. Учениця Бабій Галина в костюмі, що символізував «Осінь», пригощала всіх запашним короваєм, дарами шкільного саду і городу.
У 60-ті роки до старого приміщення «вищої» школи було добудовано 4 класні кімнати, учительську, їдальню та широкий коридор, де відбувались шкільні лінійки, свята.
У класних кімнатах розмістились: фізичний, історичний, військовий кабінети та кабінет української мови і літератури. Нове приміщення було високим, світлим. Єдиним недоліком було те, що в зимовий час тут було холодно.
Справжнім святом для жителів села було відкриття в 1983 році нового приміщення середньої школи. Його збудувала колгоспна бригада на чолі з Гордашем Іваном Никоновичем. Це двоповерхове приміщення з затишними класними кімнатами, великим спортивним залом, сучасно обладнаною їдальнею.
Після закінчення будівництва школи у 1984 році розпочалося планове озеленення подвір'я школи. Сухина Людмила Григорівна, яка працювала завгоспом школи в той час, розповіла, що саджанці дерев і кущів були привезені із Новоукраїнського розсадника. Працівники та учні школи висадили ялини, берези, каштани, яблуні, сливи, абрикоси, кущі калини, горобини та спіреї. У 2004 році були посаджені кущі бузку та магонії падуболистої. У 2010 випускники 11 класу започаткували «Алею випускників», посадивши біля школи 10 молоденьких липок. На території загальноосвітньої школи І-ІІІ ступенів с. Казавчин ростуть 57 дерев і 130 кущів, вони були посаджені в різний час.
У 2007 році в школі працювали: Мацібора Василь Іванович — директор, вчитель географії;
Гордаш Марія Степанівна — заступник директора, вчитель зарубіжної літератури;
Шадурська Марія Іванівна — вчитель української мови та літератури;
Лукіянчук Віра Альфредівна — вчитель української мови та літератури, ОБЖ;
Криленко Лідія Анатоліївна — вчитель зарубіжної літератури, російської мови;
Долинська Валентина Василівна — вчитель англійської мови;
Гресько Лідія Аркадіївна — вчитель математики;
Демченко Олександр Олександрович — вчитель математики, фізики;
Думанська Світлана Павлівна — вчитель історії;
Мацібора Ася Іванівна — педагог-організатор, вчитель біології;
Панасюк Світлана Павлівна — вчитель біології, хімії;
Плаксій Олександр Васильович — вчитель музики, трудового навчання;
Шадурський Володимир Адольфович — вчитель фізкультури, ДНЮ;
Коваль Лариса Яківна — вчитель початкових класів;
Печенога Олена Григорівна — вчитель початкових класів;
Безносюк Ася Миколаївна — вчитель початкових класів;
Кот Валентина Олександрівна — вчитель початкових класів;
Лукіянчук Людмила Василівна — бібліотекар;
Бобко Наталія Олексіївна — медсестра.

## Казавчин-фест
Міжрегіональний культурно-мистецький фестиваль «Рідна земле моя, ти козацькою славою щедра» відбувається щорічно в середині липня. Постійними гостями фестивалю є Народний артист України Анатолій Матвійчук, гурт з Кропивницького «Garage Band».

## Історичні особи, які побували в Казавчині
- Гійом Левассер де Боплан — інженер і військовий картограф французького походження.
- Іван Сірко — подільський шляхтич, козацький ватажок, кальницький полковник, легендарний кошовий отаман Запорозької Січі й усього Війська Запорозького Низового.
- Вацлав Северин Жевуський — граф, шляхтич, організатор та учасник листопадового повстання, мандрівник, орієнталіст, верхівець і знавець коней.
- Дяченко Петро Гаврилович — український військовий діяч, командир таких формувань: Чорні Запорожці, 2-га дивізія УНА, протипанцерна бригада «Вільна Україна».
- Сіцінський Юхим Йосипович — історик, археолог і культурно-громадський діяч Поділля, православний священик, член Історичного товариства Нестора-літописця.[9]
- Станіслав Конецпольський — польський шляхтич, воєначальник та державний діяч Речі Посполитої.

## Відомі уродженці
- Бойко Микола Мокійович (* 1928) — Заслужений лікар України, ветеран Другої Світової війни;
- Віктор Васильович Маринюк (* 1939) — Заслужений художник України;
- Гришин Ігор Анатолійович (1969—2016) — український військовий, учасник російсько-української війни;
- Долинський Василь Епіфанович — радянський кінооператор, кінорежисер, фотограф.
- Мельник Микола Григорович (* 1953) — Заслужений юрист України, член Вищої кваліфікаційної комісії суддів України;
- Поліщук Микола Сергійович (14.12.1991—12.05.2023) — український військовий, солдат Збройних Сил України, учасник російсько-української війни.
- Пустовойт Вадим Васильович (1982—2022) — український військовий, учасник російсько-української війни.

## Цікаві факти
Від назви населеного пункту походить топонімічне прізвище Казавчинський.

## Місцеві назви та урочища
- Білі ворота - центральний в'їзд в село.
- Чабарова урочище.
- Довгий Яр.
- Козацький Яр.
- П'ятий район.
- Пристань.
- Кондрова гора.
- Піфкова гора.
- Скеля Ржевуського.
- Кодола.
- Верби.
- Силів млин. 
- Каміновацький млин.
- Висока.
- Плита.
- Баранячий брід.

## Зображення
|  |
|  |
|  |
|  |
|  |
|  |
|  |